# Теодор Хойс (мост)
„Теодор Хойс“ (на немски: Theodor-Heuss-Brücke) е пътен мост над река Рейн, свързващ градовете Майнц и Висбаден в Германия.
Мостът има стоманена конструкция с 5 фермови дъги, средната с отвор 102,94 m.
Първоначално е построен през 1882-1885 година по проект на Фридрих фон Тирш, през 1933 година е разширен, а през 1945 година е разрушен от германската армия при нейното отстъпление в края на Втората световна война. През 1950 година е възстановен във вида от 1933 година, а по-късно е наречен на политика Теодор Хойс.